# Olé (buscador)
El buscador Olé (acrónimo de Ordenamientos de Links Especializados) fue el primer buscador de Internet disponible en lengua castellana. Fue abierto al público el 1 de enero de 1996, a través de la dirección www.ole.es.

## Historia
El proyecto nació después de que Pep Vallés, empleado de la Fundació Catalana per la Recerca (FCR), organismo público de la Generalidad, sugiriese la creación de un buscador de Internet para promover la implantación de la red en las empresas catalanas. El proyecto fue financiado por la propia fundación, pese a lo cual poco tiempo después fue vendido al propio Pep Vallés por 200.000 pesetas, en una polémica privatización.

Al principio Olé funcionó de forma similar a un directorio. El equipo del Cinet rastreó durante la web durante varios meses antes de su lanzamiento en busca de recursos en español, tratando de contrastar la información y de verificar su disponibilidad. Tras haber analizado más de 50.000 referencias, el sitio web fue abierto al público el 1 de enero de 1996 con unas 2.000 referencias.
En marzo de 1996 superó el millón de visitas, con cifras en crecimiento casi exponencial que se confirmarían más adelante.
Con el tiempo Olé diversificó su oferta de servicios añadiendo servicios de correo electrónico, chat y tablón de anuncios, entre otros. Firmó alianzas con otros portales europeos en torno a Alleurope.
Una encuesta realizada por AIMC-EGM en 1998 situó a Olé como el tercer sitio más visitado por los internautas españoles, tras Yahoo! y el El País Digital.

### Telefónica
El 10 de marzo de 1999 responsables de Olé y de Telefónica firman un acuerdo de sociedad con el que pretenden convertirse en líderes del mercado de contenidos en el ámbito luso-español. La multinacional española se compromete a ofrecer gratuitamente los servicios del portal a sus clientes de España, Portugal y Sudamérica, entre los que destacan las búsquedas y el correo electrónico gratuito.
Poco tiempo más tarde Telefónica mejora su acuerdo con la compra de la tecnología de Olé por unos 3.000 millones de pesetas y derechos sobre acciones de Terra, el nuevo portal de Telefónica. En el momento de la firma el portal rondaba los 5 millones de visitas mensuales, con un total de 27 millones de páginas servidas.
El motor buscador de Olé acabó desapareciendo, siendo sustituido por el de Lycos, posterior adquisición de Terra.